# Lesley J. McNair

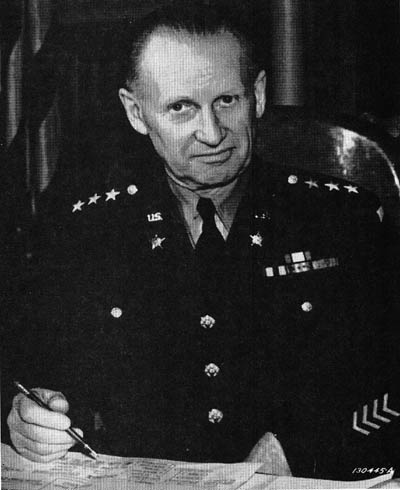
Lesley J. McNair

Lesley James McNair (* 25. Mai 1883 in Verndale, Wadena County, Minnesota; † 25. Juli 1944 bei Saint-Lô, Frankreich) war ein Offizier der US Army im Ersten Weltkrieg und Zweiten Weltkrieg, zuletzt im Rang eines Generalleutnants. Er fiel durch Friendly Fire und gehörte zu den beiden ranghöchsten im Zweiten Weltkrieg getöteten amerikanischen Soldaten. Postum wurde er zum General befördert.

## Leben
McNair wuchs als Sohn eines Händlers auf. Er absolvierte die US-Militärakademie in West Point im Alter von 21 Jahren. Danach diente er als Offizier unter General John J. Pershing zuerst in Mexiko und dann im Ersten Weltkrieg mit der 1. US-Infanteriedivision an der Westfront.
Von 1939 bis 1940 diente McNair als Kommandant der Command and General Staff School in Fort Leavenworth und machte sich um die Erneuerung der Ausbildungsregeln für Offiziere verdient. Im Juli 1940 wurde McNair zum Stabschef des neuetablierten General Headquarters, United States Army (unter dem nominellen Befehl des Generalstabschefs George C. Marshall) ernannt, das im Gebäude des Army War College in Washington untergebracht wurde. In dieser Funktion war er anfangs für die Neuorganisation der gesamten militärischen Ausbildung der Armee zuständig. Im Juli 1941 wurden die Aufgaben und Kompetenzen des GHQ um die Befehlsgewalt über die aktiven Truppen der kontinentalen Verteidigungszonen und die Planung deren Einsatzes erweitert. McNair führte in diesem Jahr auch die großen Armeemanöver in Louisiana und den Carolinas durch. Im März 1942 erfolgte schließlich eine Reorganisation des War Department, bei der McNair zum Commanding General, Army Ground Forces ernannt wurde, der Vorläuferorganisation des heutigen FORSCOM. Als solcher war er für alle Fragen der Mobilisierung und Ausbildung im Heimatkriegsgebiet sowie der Organisation und Doktrin der Landstreitkräfte und deren Waffengattungen zuständig. Im selben Jahr wurden die ersten Afroamerikaner zu den Kampftruppen zugelassen. McNair, der ein vehementer Gegner der Rassendiskriminierung in der Armee war, hatte diesen Politikwechsel durch jahrelangen persönlichen Einsatz mit bewirkt.
McNair, der verschiedentlich Inspektionen im Kriegsgebiet durchführte, wurde bereits während der Operation Torch Ende 1942 verwundet. Er starb am 25. Juli 1944 in der Nähe der französischen Stadt Saint-Lô aufgrund eines fehldirigierten Bombenangriffs von B-17-Bombern der 8. US-Luftflotte durch Friendly Fire, als er den Angriff amerikanischer Truppen während der Operation Cobra beobachten wollte. Da er zu diesem Zeitpunkt nominell den Titel des Oberbefehlshabers der vorgetäuschten 1. US-Heeresgruppe trug, wurde sein Tod zunächst geheim gehalten, bis sein „Nachfolger“ John L. DeWitt eingetroffen war.

## Auszeichnungen
Auswahl der Dekorationen, sortiert in Anlehnung der Order of Precedence of Military Awards:
- Army Distinguished Service Medal
- Purple Heart
- Mitglied der französischen Ehrenlegion (Ausprägung unbekannt)

Zu seinen Ehren wurde die McNair-Brücke in Köln, eine der ersten temporären Behelfsbrücken am Ende des Krieges, nach ihm benannt. Auch die Washington Barracks, der frühere Sitz seines Hauptquartiers in Washington D.C., 1948 in Fort Lesley J. McNair wurden umbenannt. Ebenso wurde ihm eine Kaserne der US-Armee in West-Berlin (McNair Barracks) und Frankfurt-Höchst gewidmet. Zehn Jahre nach seinem Tod, im Jahr 1954, wurde er gemeinsam mit Simon B. Buckner junior, der ebenfalls als Generalleutnant im Kampf gefallen war, vom Kongress der Vereinigten Staaten postum zum General befördert.